# Dipartimento di Prikro
Il dipartimento di Prikro è un dipartimento della Costa d'Avorio. È situato nella regione di Iffou, distretto di Lacs.
Nel censimento del 2014 è stata rilevata una popolazione di 72.789 abitanti. 
Il dipartimento è suddiviso nelle sottoprefetture di Anianou, Famienkro, Koffi-Amonkro, Nafana e Prikro.